# هورست بي. هورست
هورست بي. هورست (بالألمانية: Horst P. Horst)‏ (و. 1906 – 1999 م) هو مصور، وفنان، ومصور موضة من ألمانيا، والولايات المتحدة، ولد في فايسنفلس، شارك في دوكومنتا 6 ‏، توفي في بالم بيتش غاردنز، عن عمر يناهز 93 عاماً.

## وصلات خارجية
- هورست بي. هورست على موقع IMDb (الإنجليزية)
- هورست بي. هورست على موقع ديسكوغز (الإنجليزية)

- هورست بي. هورست في قاعدة بيانات الأفلام على الإنترنت